# Berlin-Chemie
Berlin-Chemie Menarini — это немецко-итальянская фармацевтическая компания, образована в 1992 году в результате слияния немецкой Berlin-Chemie и итальянской Menarini.

## История
История компании начинается с лаборатории в Берлине в районе Адлерсхоф в 1890 году. В 1927 году, после слияния с Schering, начала разрабатывать лекарственные средства. В ГДР Berlin-Chemie стала значимой фармацевтической компанией, которая установила контакты со странами СЭВ. С 1992 года компания принадлежит фармацевтической компании Menarini.

## Продукты
Компания в основном занимается производством лекарств для лечения хронических заболеваний.
Основные группы товаров:
- Средства сердечно-сосудистой и метаболической терапии;
- Противодиабетические средства;
- Анальгетики и противовоспалительные препараты;
- Средства для лечения расстройств желудочно-кишечной системы;
- Препараты для лечения расстройств щитовидной железы;
- Лекарства от простуды и против кашля.

Berlin-Chemie Menarini приобрела фармацевтический бренд Priligy в феврале 2013 года, препарат против преждевременной эякуляции.